# The Beach Boys Medley
«The Beach Boys Medley» es un sencillo que contiene un popurrí de canciones populares de los Beach Boys de la década de 1960, editado por el productor de Capitol Records John Palladino.
Lanzado a mediados de 1981, aprovechó una locura de popurrís iniciada por el proyecto Stars on 45. Alcanzó el número 12 en el Billboard Hot 100, convirtiéndose en el éxito más alto de la banda en los Estados Unidos en más de cinco años. El sencillo alcanzó el número 8 en la lista de ventas de Cash Box y el número 4 en Nueva Zelanda.
"The Beach Boys Medley" fue lanzado en el álbum doble recopilatorio Sunshine Dream en 1982.
Capitol editó este sencillo luego de la notoriedad que ganó otro medley creado alrededor de 1981 por el ingeniero y músico Chuck Kirkpatrick. No fue hasta meses más tarde, cuando la mezcla de Kirkpatrick comenzó a captar y obtener radiodifusión que Capitol decidió hacer su propia versión.

## Canciones
- «Good Vibrations»
- «Help Me, Rhonda»
- «I Get Around»
- «Little Deuce Coupe»
- «Shut Down»
- «Surfin' Safari»
- «Barbara Ann»
- «Surfin' U.S.A.»
- «Fun, Fun, Fun»

## Posicionamiento en lista
| Lista(1981)                   | Posición |
| ----------------------------- | -------- |
| Australia (Kent Music Report) | 16       |
| Canadá RPM Adult Contemporary | 8        |
| Nueva Zelanda (RIANZ)         | 4        |
| US Billboard Hot 100          | 12       |
| US Cash Box Top 100           | 8        |